# Burkhardt Tschudi

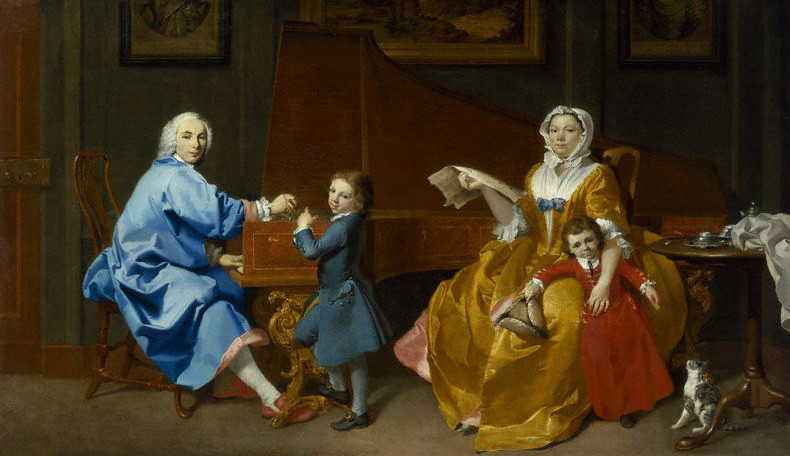
Familienbild aus dem Jahr 1742 von Marcus Tuscher. Burkhardt mit Katharina und den beiden Söhnen Joshua und Burkat. Tschudi stimmt ein Cembalo. Katharina hält das Testament ihres Vaters in der Hand. National Portrait Gallery (London)

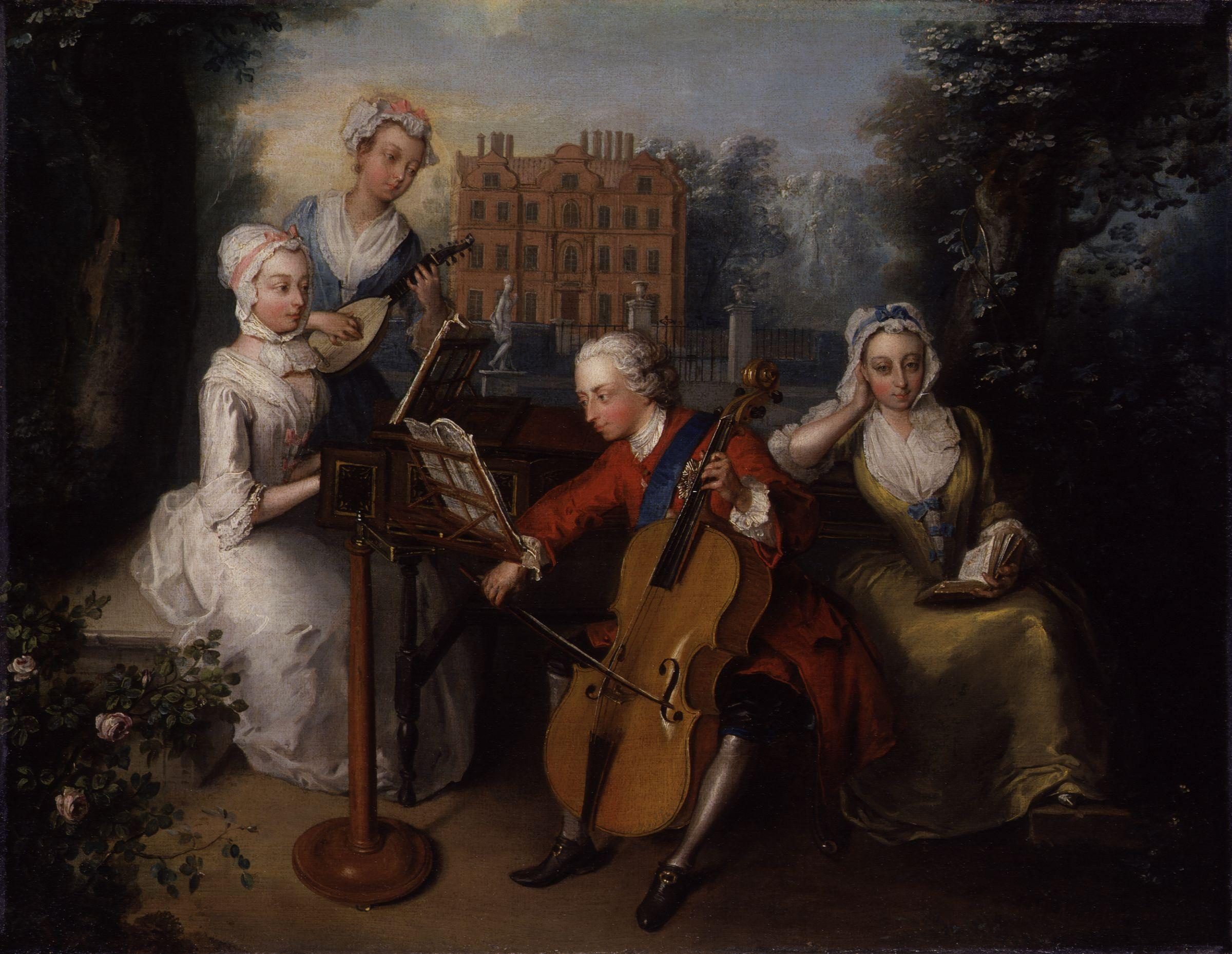
Frederick, Prince of Wales und seine Schwestern, 1733. Die Princess Royal Anne am Cembalo. Bild von Philip Mercier

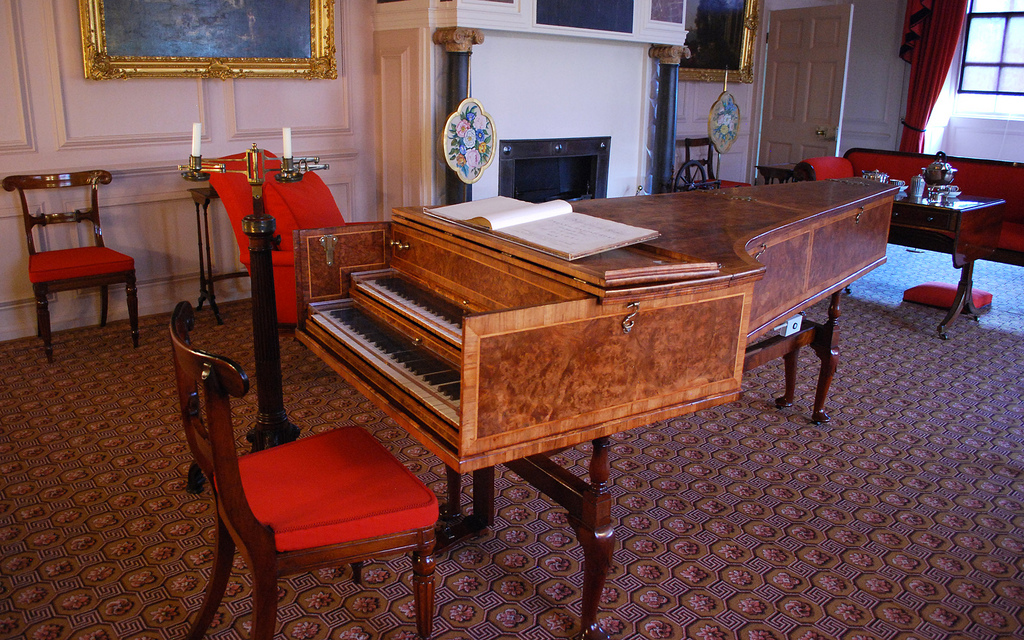
Das Cembalo von Georg III. steht jetzt in Kew Gardens.

Burkhardt Tschudi (geboren 13. März 1702 in Schwanden GL; gestorben  19. August 1773  in London; englisch: Burkat Shudi) war ein britischer Cembalobauer schweizerischer Herkunft und Schwiegervater des Gründers der Pianofortefabrik Broadwood & Sons.

## Leben und Wirken
Burkhardt Tschudi wurde als Sohn des Wollenhändlers, Chirurgen und Ratsherrn Josua Tschudi Elmer in der „Farb“ in Schwanden geboren. Nach einer Tischlerlehre ging er als Sechzehnjähriger auf Wanderschaft und fand in London bei dem dort führenden Cembalobauer Hermann Tabel eine Anstellung. 
Tschudi eignete sich viele Techniken seines Meisters an und noch während der 1720er Jahre schaffte er den Einstieg in die englische Gesellschaft, dank zweier besonderer Förderer: Johann Jacob Heidegger, Direktor des Opernhauses, und Georg Friedrich Händel, seit 1719 Direktor der königlichen Musikakademie unter König George I. Händel besuchte Tschudi, der sich ab 1728 im Stadtteil Soho selbständig machte und seinen Namen in Burkat Shudi anglifizierte, oft und vermittelte ihm auch den Kontakt zur italienischen Sängerin Anna Maria Strada, der er ein Cembalo mit der Signatur „Burckart Tschudi, Londini, fecit 1729“ baute. Im selben Jahr konnte Shudi dank Händels Fürsprache auch ein Cembalo an den Prince of Wales liefern und führte daher die „Plume of Feathers“ als Firmenschild und nannte sich als Hoflieferant Harpsichord-maker to his Royal Highness the Prince of Wales.
1728 heirateten er und Katharina Wild (1707–1758), die schon vor Tschudi mit ihren Eltern aus Schwanden nach London ausgewandert war, und sie gründeten mit ihrer Mitgift das Geschäft. Mit ihr hatte er elf Kinder. 1759 heiratete Shudi zum zweiten Mal und bekam mit der Schweizerin Elizabeth Meyer eine weitere Tochter. Nachdem die Räume in der Meards Street No. 1 zu klein wurden, verlegte Shudi die Werkstatt im Jahr 1739 in die Great Pulteney Street No. 32. Da in diesem Stadtviertel sich auch andere Instrumentenbauer und Musiker Londons niederließen, so der Elsässer Jakob Kirkman, der die Tabel-Witwe geheiratet hatte, und der Geiger John Clegg, habe nach einer Äußerung des Geigers Michael Christian Festing „das Viertel unter den Saitenschwingungen vibriert“.
Shudi konnte zwei bedeutende Mitarbeiter gewinnen. Johann Christoph Zumpe (1735–1800) war Lehrling von Gottfried Silbermann gewesen und wanderte in den 1750er Jahren nach England aus. Dort arbeitete er für Shudi, bevor er sich 1761 unter dem Zeichen der „Golden Guittar“ am Hanover Square selbständig machte. John Broadwood arbeitete seit 1761 für Shudi und heiratete am 2. Januar 1769 Shudis jüngste Tochter Barbara (* 1749; † 8. Juli 1776).
Shudis eigentliche Leistung war die Erfindung des „venezianischen Schwellers“, der kurz darauf als „Schwellwerk“ auch beim Orgelbau eingeführt wurde, mit dem über ein Pedalwerk die Lautstärke des Spiels beeinflusst werden konnte. „Hier öffnet sich über den Saiten ein ganzes System von parallelen Jalousien, die vom Pedal langsam auf und zu bewegt werden, wodurch sie den Ton stärken und schwächen“. 1764 baute Shudi ein Cembalo für den preußischen König Friedrich II., das die Mitglieder der in London weilenden Familie Mozart vorab ausprobierten. Broadwood und Shudi hatten in dem Instrument erstmals Schweller und Dämpfer mit Pedalen eingebaut; eine damals fortschrittliche Art der Mechanik, bei der der Pianist lautes und leises Spielen besser regulieren konnte. Friedrich II. habe mehrere Tschudi-Cembali besessen.
Sohn Burkhat (1738–1803) und Tochter Barbara mit Ehemann John Broadwood übernahmen am 7. März 1771 die Geschäftsführung, ab 1782 war Broadwood alleiniger Geschäftsführer. Mit dem Tode des Firmengründers 1773 ging das Unternehmen an Burkhat, Barbara und John über. 1771 stellte Broadwood sein erstes Tafelklavier nach dem Modell von Johannes Zumpe her. Stellten Shudi und Broadwood Anfang der 1770er Jahre vierzehn Cembali pro Jahr her, so verzehnfachte Broadwood die Produktion bis 1784. Broadwood verlagerte dann die Produktion auf das Klavier und stellte Mitte der 1790er Jahre die Herstellung von Cembali ein. Der Enkelsohn Tschudis, James Shudi Broadwood, trug noch den Namen Tschudi.
Sowohl Mozart als auch Joseph Haydn, der mit der Familie Tschudi in London häufig verkehrte, haben auf Shudi-Broadwood-Instrumenten gespielt. Ein weiteres Shudi-Instrument wurde zum britischen Konsul Joseph Smith nach Venedig verschifft. Dessen Witwe Elizabeth nahm das Instrument 1778 wieder mit zurück nach Bath, und nach ihrem Tod wurde „ein wohltönendes Cembalo mit zwei Klaviaturen von Shudi mit Pedalen“ am 9. April 1789 bei Christie’s in London versteigert.
Es lassen sich heute noch 23 Cembali von Tschudi nachweisen. Eines davon steht in Tschudis Heimat, im Freulerpalast in Näfels. 
Ein zweimanualiges Instrument, Baujahr 1766 und Geschenk an den preußischen König Friedrich II., befindet sich im Unteren Konzertzimmer (Raumnummer 161) des Unteren Fürstenquartiers im Nordflügel des Potsdamer Schlosses Neues Palais.